# 馬克思·舒寫特
馬克思·舒寫特（荷蘭語：Max Schuchart，1920年8月16日—2005年2月25日）是荷蘭翻譯家、記者、文學評論家，將幾十本書籍譯為荷蘭文，最出名的成就是翻譯J·R·R·托爾金的《魔戒》三部曲。

## 生平
舒寫特在英國駐海牙大使館的新聞部門工作了二十多年。1957至1959年間，他斷斷續續地將《魔戒》譯完，成為《魔戒》最早的外文譯本。不過當時J·R·R·托爾金本人強烈反對有人翻譯他的作品，並對《魔戒》的荷蘭文和瑞典文譯本感到失望。舒寫特在譯完《魔戒》之後還陸續翻譯了托爾金的其他作品，包括《哈比人》、《湯姆·龐巴迪歷險記》、《聖誕老爸的來信》、《哈莫農夫吉爾斯》、《羅佛蘭登》和《精靈寶鑽》等，以及《J·R·R·托爾金書信集》與漢弗萊·卡彭特的《J·R·R·托爾金傳》。
除托爾金相關書籍外，舒寫特還翻譯了格雷厄姆·格林、伯納德·馬拉默德、理察·亞當斯、奧斯卡·王爾德等英美知名作家的作品。
2005年2月25日，舒寫特逝世，享壽84歲。

## 榮譽
- 1959年，因對《魔戒》的翻譯而獲得馬丁努斯·奈霍夫翻譯獎（荷兰语：Martinus Nijhoff Vertaalprijs）[3]。
- 1978年，獲英國女王授予大英帝國勳章[4]。